# Lien Deyers

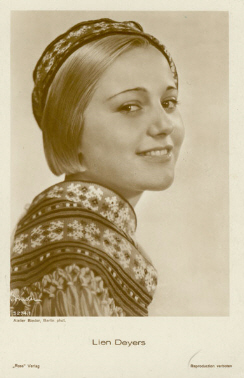
Lien Deyers (Autogrammkarte)

Lien Deyers, eigentlich Nicolina Dijjers Spanier (* 5. November 1909 in Amsterdam; † nach März 1982), war eine niederländische Schauspielerin.

## Leben
Lien Deyers wurde in Wien bei einem von der Zeitschrift Mein Film veranstalteten Talentwettbewerb entdeckt. Beim Autogrammtag anlässlich der Wiener Uraufführung von Metropolis stellte Chefredakteur Friedrich Porges die Siegerin dem Regisseur Fritz Lang vor, der daraufhin in Berlin mit ihr Probeaufnahmen machte. Da diese zu seiner Zufriedenheit ausfielen, gab er ihr eine Hauptrolle in seinem Film Spione.
Lien Deyers machte schnell Karriere und spielte innerhalb von acht Jahren bei insgesamt 32 Stumm- und Tonfilmen mit. Dabei waren viele populäre Filmkomödien und Liebesfilme sowie Dramen wie Spione (1928) von Fritz Lang und Karl Hartls SF-Drama Gold (1934).
1935 folgte sie ihrem Ehemann, dem jüdischen Regisseur und Produzenten Alfred Zeisler, in die Emigration nach England und später in die USA. Dort fand sie nicht mehr zum Film zurück und betrieb nach der Scheidung von Zeisler ein Geschäft für Mode-Accessoires. Nach mehreren gescheiterten Ehen geriet sie schließlich auf die schiefe Bahn und wurde wegen öffentlicher Trunkenheit und Herumtreibens mehrfach verhaftet. Lange Zeit blieb ein schriftlicher Hilferuf, den Deyers im September 1964 an ihren ehemaligen Agenten und früheren Produktionsleiter aus gemeinsamen Berliner Tagen, Paul Kohner, aus dem Clark County Jail aus Las Vegas absendete, ihr letztes Lebenszeichen.
Später wurde von anderen Emigranten in Los Angeles kolportiert, dass sie am Strand von Santa Monica dabei gesehen wurde, wie sie Regenwürmer ausbuddelte, um diese an Angler zu verkaufen. Ihr letztes Lebenszeichen war eine Grußkarte an ihren früheren Filmpartner Heinz Rühmann zu dessen 80. Geburtstag im März 1982.

## Filmografie
- 1928: Spione
- 1928: Haus Nummer 17
- 1928: Die Heilige und ihr Narr
- 1929: Ich lebe für Dich
- 1929: Frühlingsrauschen
- 1929: Captain Fracasse
- 1930: Das Donkosakenlied
- 1930: Gehetzte Menschen
- 1930: Der Nächste, bitte
- 1930: Rosenmontag
- 1930: Der Hampelmann
- 1930: Das alte Lied
- 1931: Die Männer um Lucie
- 1931: Der Mann, der seinen Mörder sucht
- 1931: Sein Scheidungsgrund
- 1932: Durchlaucht amüsiert sich
- 1932: Hasenklein kann nichts dafür
- 1932: Melodie der Liebe
- 1932: Die verliebte Firma
- 1933: Ist mein Mann nicht fabelhaft?
- 1933: Lachende Erben
- 1933: Die vom Niederrhein
- 1933: Die Fahrt ins Grüne
- 1934: Der Doppelbräutigam
- 1934: Ich sing’ mich in dein Herz hinein
- 1934: Gold
- 1934: Karneval und Liebe
- 1934: Der Vetter aus Dingsda
- 1935: Ein ganzer Kerl
- 1935: Ich liebe alle Frauen
- 1935: Punks kommt aus Amerika
- 1935: Die selige Exzellenz